# سلطنة جمبي

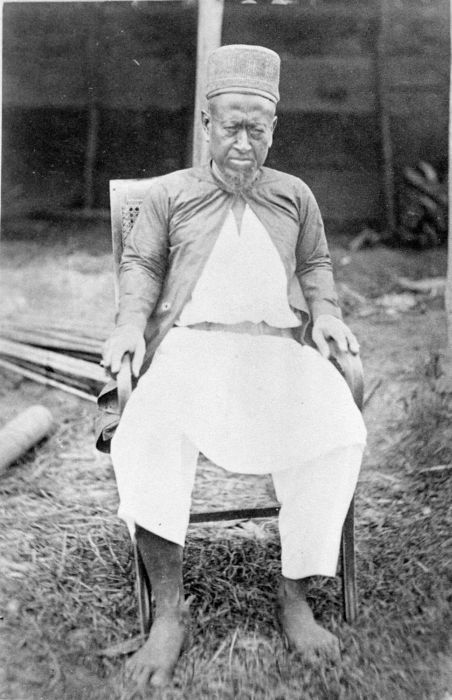
السلطان طه جمبي سيف الدين الذي قتل على يد جنود هولنديين في عام 1904، الصورة التقطت خلال حملة الجمعية الجغرافية الملكية الهولندية خلال الفترة من 1877 - 1879.

سلطنة جمبي (بالإندونيسية: Kesultanan Jambi)‏ كانت منطقة يحكمها سلطان في شمال سومطرة. في عام 1904، غزا الهولنديون السلطنة وقتلوا السلطان. وكان مركز السلطنة الأصلي فيما يعرف اليوم بمحافظة جمبي في إندونيسيا.
في 1682 كان متنازع عليها على أنها دولة تابعة بين شركة الهند الشرقية الهولندية (VOC) و مملكة سيام.
في أواخر القرن ال19، ضم الهولنديون السلطنة ببطء في وقت كان فيه السلطان الحاكم مجرد دمية. ومع حلول عام 1907 كان قد ألغي ما تبقى من آثار الحكم الأصلية.

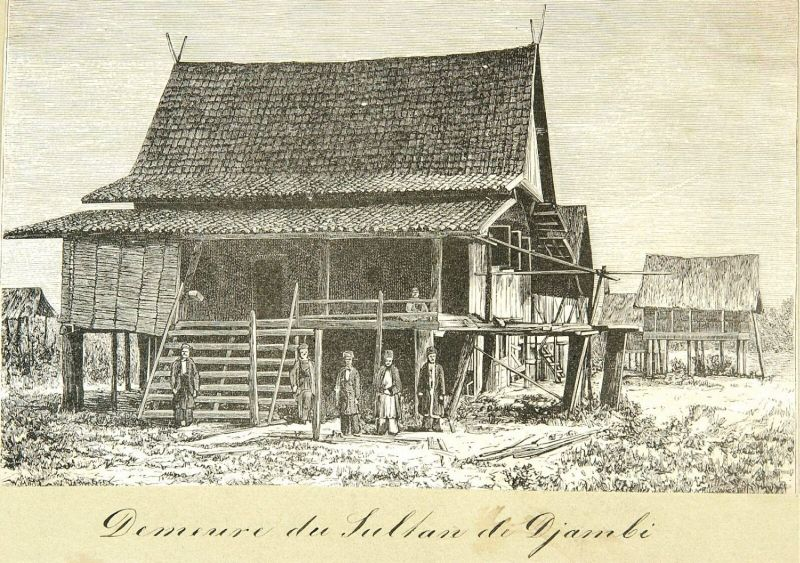
نقش صوري لمقر إقامة السلطان (1893)
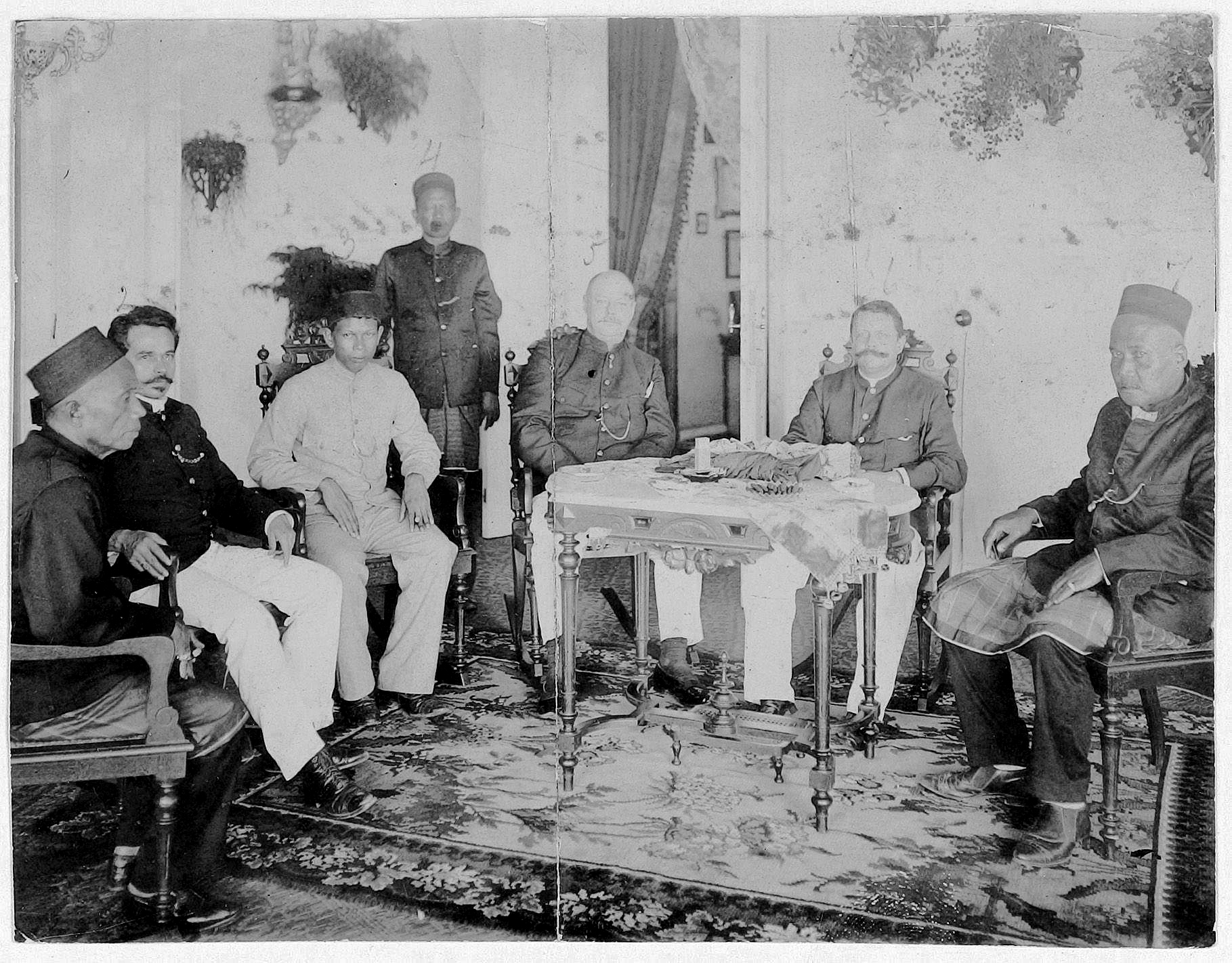
استسلام ولي عهد سلطنة (MartaNingrat) "جمبي" (Djambi)، في سومطرة، في حضور المسؤول الهولندي المقيم (O.L. Helfrich)، الذي أخذ شارة السلطة (26 مارس 1904)